# Couvent des Cordeliers (Les Thons)

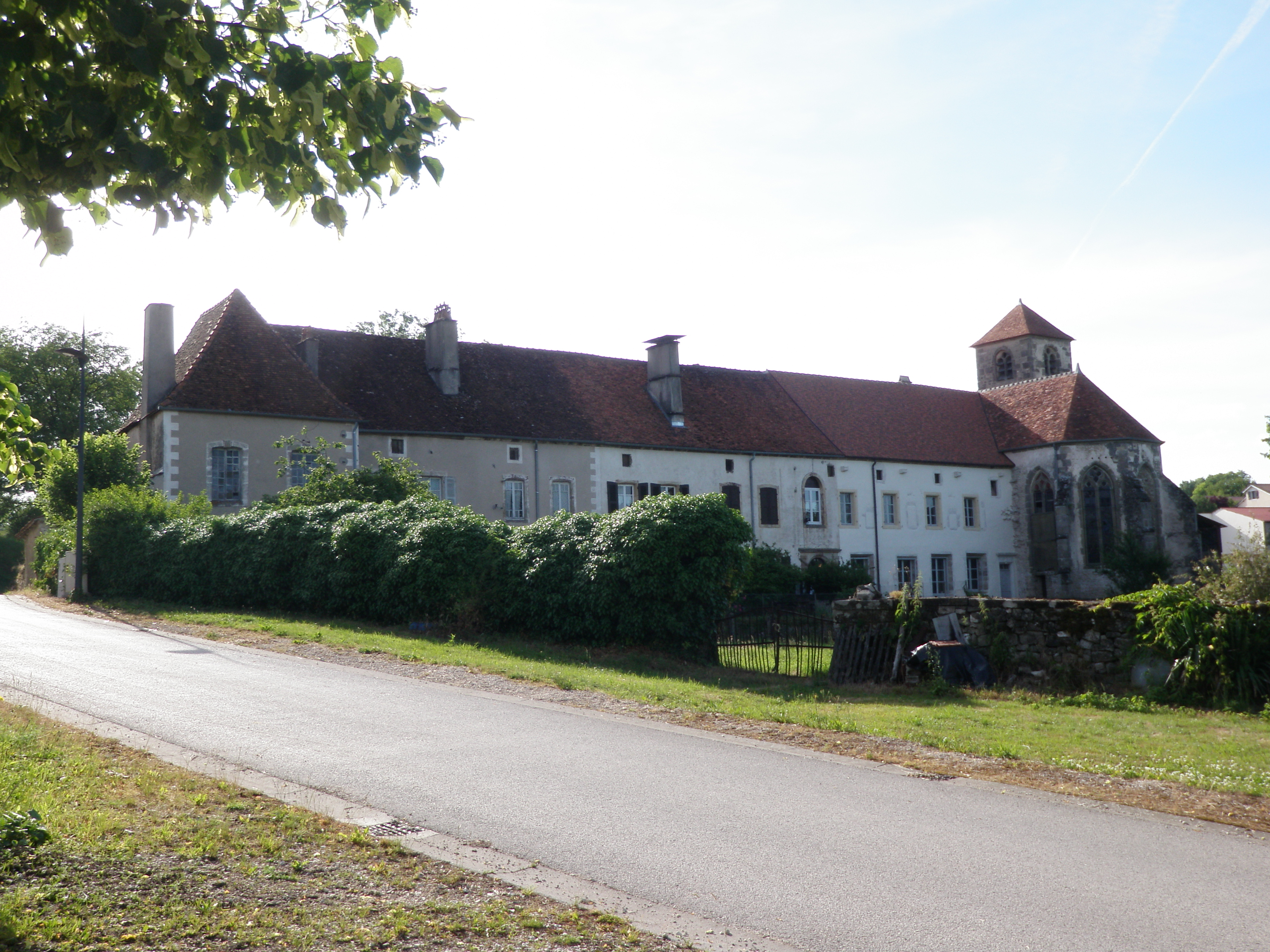

Das Couvent des Cordeliers in der französischen Gemeinde Les Thons ist ein ehemaliges im 15. Jahrhundert gegründetes Kloster des Franziskanerordens. Es befindet sich im Südwesten des Département Vosges in der Region Grand Est.

## Geschichte
Das Kloster wurde 1452 auf Wunsch von Guillaume de Saint-Loup und seiner Ehefrau Jeanne de Choiseul mit Unterstützung des Herzogs Johann II. von Lothringen gegründet. Der Minoritenorden aus Dole erhielt 1451 die Genehmigung von Papst Nikolaus V. für den Bau im Ortsteil Petit-Thon, zur damaligen Zeit an der Grenze zur Diözese Besançon gelegen.
Die Klosterkirche wurde im Jahr 1483 unter dem Namen Notre-Dame-des-Neiges eingeweiht. Das Haus du Châtelet, das Anfang des 17. Jahrhunderts das Schloss Thons errichteten ließ, besaß hier eine Kapelle für die Aufnahme von Familienbegräbnissen.
Die Einnahmen des Klosters setzten sich zusammen aus Stiftungen, Pachterträgen, Bußsakramenten, dem Verkauf von Erzeugnissen aus dem Klostergarten, in der Sakristei gesammelten Almosen und Spenden von örtlichen Grundherren (Mathieu de Saint-Loup 1476, Antoine de Monthureux 1493–1496, Louis de Faucogney 1504, Huet du Châtelet 1518, Erard du Châtelet von 1590 bis 1662…). Die Ausgaben wurden vor allem für die Wartung und Reparatur des Klosters und seinen Besitztümern aufgewendet, daneben auch für die Ernährung der Ordensbrüder, für Wäsche und für Reisen. Die Rechnungsführung endete am 15. Januar 1791.
Wie die restlichen 283 Klöster, die die Franziskaner in Frankreich besaßen, schloss auch das Kloster von Thons im Jahr 1790 seine Pforten als Folge der Ereignisse der Französischen Revolution. Es beherbergte zu dieser Zeit nur vier Ordensmitglieder und einen Laienbruder, deren Ordensvorsteher Pater Claude Laillet war. Das Kloster wurde ohne größere Schwierigkeiten in die Église constitutionnelle aufgenommen. Im Jahr 1791 gingen sämtliche Gebäude und Klostergegenstände in den Verkauf.
Die Kirche Notre-Dame-des-neiges ist seit dem 15. Dezember 1980 klassifiziertes Denkmal (Monument historique classé), der Rest des Klosters bereits seit dem 20. Juni 1945 eingetragenes Denkmal (Monument historique inscrit).
Das Couvent des Cordeliers ist heute das besterhaltene Franziskanerkloster im Nordosten Frankreichs. Es befindet sich in Privatbesitz und beherbergt ein vogesisches Spezialitätenrestaurant sowie ein Museum. Zu besichtigen sind die Kapelle, eine wieder hergerichtete Mönchszelle, ein auf Befehl von König Ludwig XV. gebautes Gefängnis, der Kreuzgang, der Brunnen Saint-François sowie das Refektorium. Es finden sowohl Dauerausstellungen (Objekte des klösterlichen Lebens, Kleidung, alte Maschinen und Werkzeuge, Tafelbilder die das Leben der Klosterbrüder schildern) als auch Wechselausstellungen von lokalen Künstlern statt.
Seit 2009 sind die Klosterkirche und ein Teil des Gebäudes, der die Unterkünfte der Ordensbrüder beherbergte, Eigentum des Vereins Saône Lorraine unter dem Vorsitz von Jean-François Michel.